# Shaun Cassidy

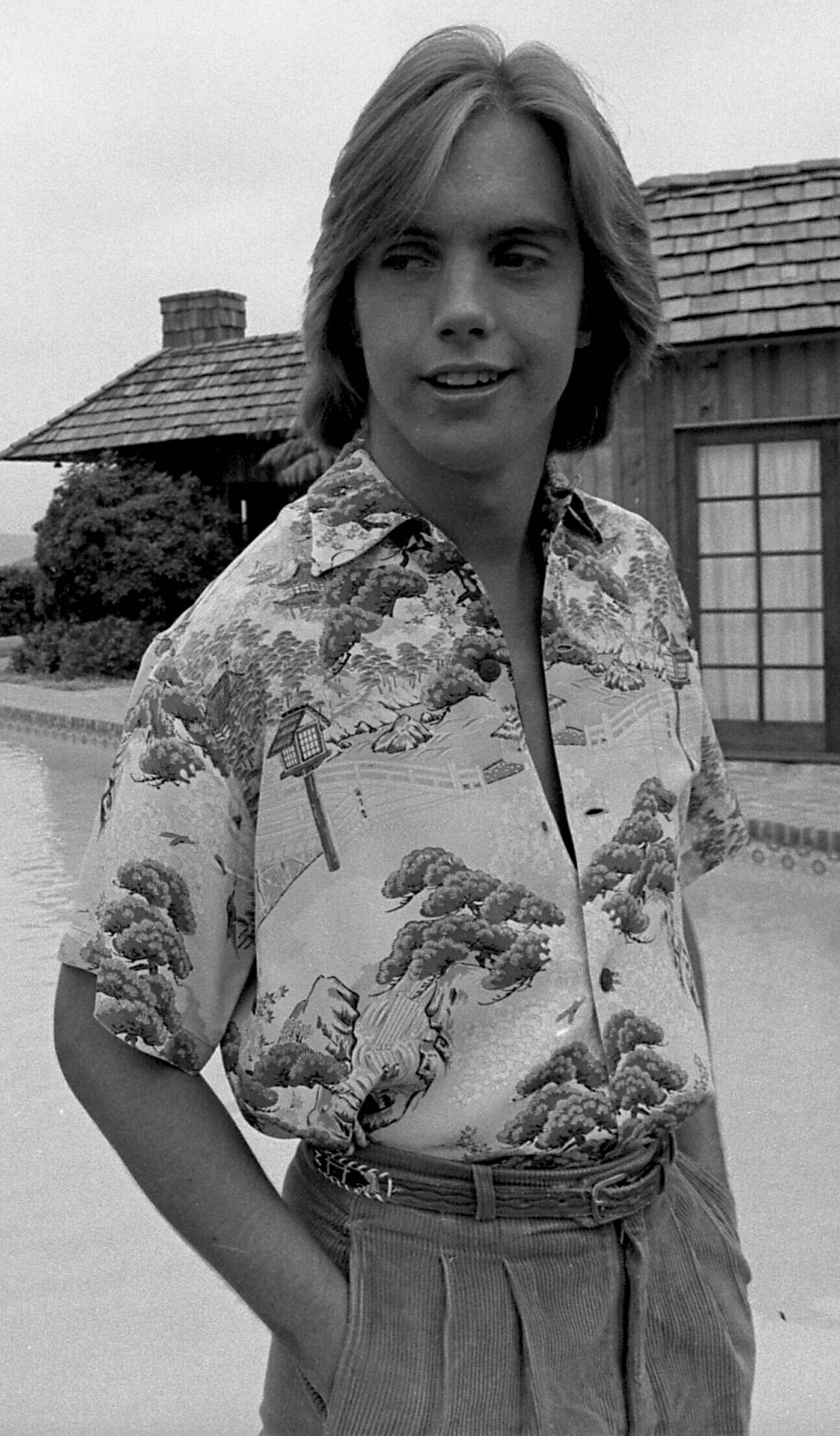
Shaun Cassidy (1978)

Shaun Paul Cassidy (* 27. September 1958 in Los Angeles, Kalifornien) ist ein US-amerikanischer Popsänger, Schauspieler und Fernsehproduzent. Ende der 1970er Jahre war er ein internationales Teenie-Idol.

## Leben
Cassidy ist der älteste von drei Söhnen der Schauspieler Jack Cassidy und Shirley Jones. Er besuchte die Highschool in Los Angeles.
Nach dem Vorbild seines Halbbruders David Cassidy startete er 1976 eine Karriere als Sänger und Teenager-Idol. Seine Single Da Do Ron Ron, die Coverversion eines Liedes der Crystals, stieg 1977 auf Platz 1 der US-Charts. Auch die gecoverten Titel That’s Rock ’n’ Roll und Hey Deanie (Original: Eric Carmen) platzierten sich im selben Jahr unter den US-Top-Ten. Cassidys populärstes Lied in Deutschland war That’s Rock ’n’ Roll, das auf Platz 14 der Singlecharts landete. Zwischen 1976 und 1978 erhielt er drei Bravo Ottos der deutschen Jugendzeitschrift Bravo. Bereits nach wenigen Jahren ließ aber das Interesse an seiner Musik nach. Sein letztes Studioalbum Wasp von 1980 versuchte erwachsenere Klänge anzuschlagen, kam aber nicht mehr in die Charts.
Zwischen 1977 und 1979 war Cassidy neben Parker Stevenson Hauptdarsteller der Teenie-Krimiserie Hardy Boys, von der drei Staffeln produziert wurden. Die für den Sender ABC produzierte Serie basierte auf der in den USA berühmten Hardy-Boys-Buchreihe basiert. Danach folgten in den 1980er-Jahren noch weitere Fernsehrollen, etwa als Gaststar bei Mord ist ihr Hobby und Matlock. 1993 debütierte er neben seinem Halbbruder David und Petula Clark im Musical Blood Brothers (dt. Blutsbrüder) am Broadway in New York.
Shaun Cassidy konzentriert sich seit den 1990er-Jahren auf das Schreiben und Produzieren von Fernsehserien und gründete das Unternehmen Shaun Cassidy Productions. Für CBS produzierte er die Fantasy-Serie American Gothic, die Krimiserie Cold Case – Kein Opfer ist je vergessen und die Spionage-Serie The Agency – Im Fadenkreuz der C.I.A., für ABC die Science-Fiction-Serie Invasion.
Cassidy ist seit dem 28. August 2004 in dritter Ehe mit der Produzentin Tracey Turner verheiratet. Er hat sechs Kinder, zwei davon aus erster Ehe mit dem Model Ann Pennington, eines aus zweiter Ehe mit der Schauspielerin Susan Diol. Drei stammen aus der dritten Ehe.

## Diskografie

### Alben
| Jahr | Titel         | Höchstplatzierung, Gesamtwochen, AuszeichnungChartplatzierungen (Jahr, Titel, Platzierungen, Wochen, Auszeichnungen, Anmerkungen) | Höchstplatzierung, Gesamtwochen, AuszeichnungChartplatzierungen (Jahr, Titel, Platzierungen, Wochen, Auszeichnungen, Anmerkungen) | Anmerkungen                |
| Jahr | Titel         | DE | US | Anmerkungen                |
| ---- | ------------- | --- | --- | -------------------------- |
| 1977 | Shaun Cassidy | — | US3 Platin · (57 Wo.)US |                            |
| 1978 | Born Late     | — | US6 Platin · (37 Wo.)US | Erstveröffentlichung: 1977 |
| 1978 | Under Wraps   | — | US33 Platin · (13 Wo.)US |                            |

Weitere Alben
- 1979: Room Service
- 1979: That’s Rock ’n’ Roll Live
- 1980: Wasp
- 1992: Greatest Hits (Kompilation)

### Singles
| Jahr | Titel Album                       | Höchstplatzierung, Gesamtwochen, AuszeichnungChartplatzierungen (Jahr, Titel, Album, Platzierungen, Wochen, Auszeichnungen, Anmerkungen) | Höchstplatzierung, Gesamtwochen, AuszeichnungChartplatzierungen (Jahr, Titel, Album, Platzierungen, Wochen, Auszeichnungen, Anmerkungen) | Anmerkungen                                                                         |
| Jahr | Titel Album                       | DE | US | Anmerkungen                                                                         |
| ---- | --------------------------------- | --- | --- | ----------------------------------------------------------------------------------- |
| 1976 | Morning Girl Shaun Cassidy        | DE40 (2 Wo.)DE | — | Autor: Tupper Saussy, Produzenten: Lloyd/Curb Original: The Neon Philharmonic, 1969 |
| 1976 | That’s Rock’n’Roll Shaun Cassidy  | DE11 (19 Wo.)DE | US3 Gold · (24 Wo.)US | Autor: Eric Carmen, Produzent: Michael Lloyd                                        |
| 1977 | Da Doo Ron Ron Shaun Cassidy      | DE19 (14 Wo.)DE | US1 Gold · (22 Wo.)US | Autoren: Spector, Greenwich & Barry Original: The Crystals, 1963                    |
| 1977 | Be My Baby Shaun Cassidy          | DE39 (5 Wo.)DE | — | Autoren: Spector, Greenwich & Barry Original: The Ronettes, 1963                    |
| 1977 | Hey Deanie Born Late              | — | US7 Gold · (16 Wo.)US | Autor: Eric Carmen, Produzent: Michael Lloyd                                        |
| 1978 | Do You Believe in Magic Born Late | — | US31 (10 Wo.)US | Autor: John Sebastian, Produzent: Michael Lloyd Original: The Lovin’ Spoonful, 1965 |
| 1978 | Our Night Under Wraps             | — | US80 (3 Wo.)US | Autoren: Bruce Roberts, Carole Bayer Sager                                          |

Weitere Singles
- 1976: Hey There Lonely Girl
- 1977: Carolina’s Comin’ Home
- 1978: Hard Love
- 1978: Midnight Sun
- 1978: Are You Afraid of Me?
- 1979: You’re Usin’ Me
- 1980: Rebel, Rebel
- 1981: So Sad About Us
- 1989: Memory Girl

## Auszeichnungen für Musikverkäufe
| Goldene Schallplatte - Australien - 1977: für das Album That’s Rock ’n’ Roll - Kanada - 1977: für die Single Da Doo Ron Ron | 2× Platin-Schallplatte - Kanada - 1978: für das Album Shaun Cassidy |

Anmerkung: Auszeichnungen in Ländern aus den Charttabellen bzw. Chartboxen sind in ebendiesen zu finden.
| Land/RegionAuszeichnungen für Musikverkäufe (Land/Region, Auszeichnungen, Verkäufe, Quellen) | Gold     | Platin     | Verkäufe  | Quellen         |
| -------------------------------------------------------------------------------------------- | -------- | ---------- | --------- | --------------- |
| Australien (ARIA)                                                                            | Gold1    | —          | 20.000    | Einzelnachweise |
| Kanada (MC)                                                                                  | Gold1    | 2× Platin2 | 275.000   | musiccanada.com |
| Vereinigte Staaten (RIAA)                                                                    | 3× Gold3 | 3× Platin3 | 6.000.000 | riaa.com        |
| Insgesamt                                                                                    | 5× Gold5 | 5× Platin5 |           |                 |

## Filmografie (Auswahl)

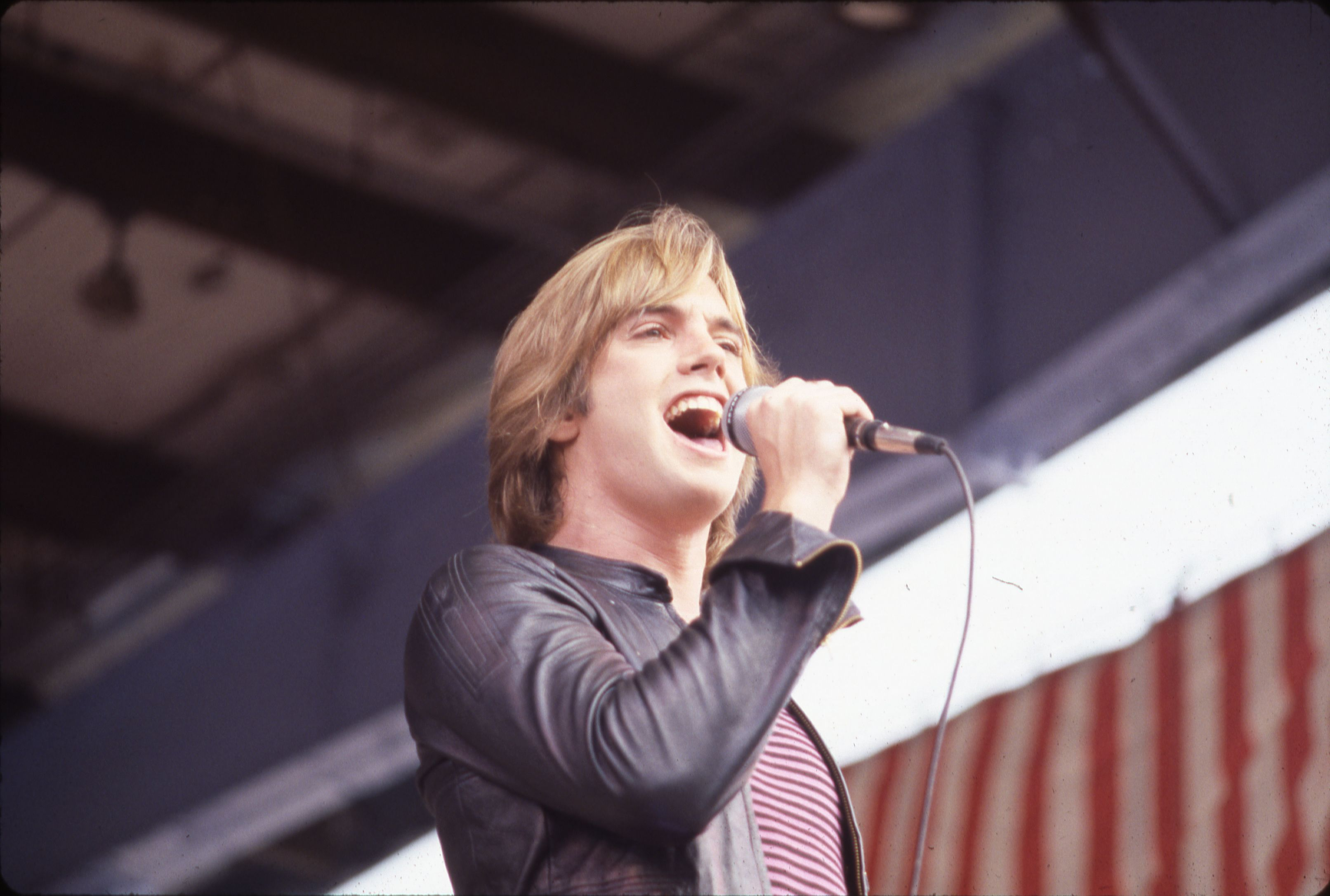
Shaun Cassidy bei einem Auftritt auf der Ohio State Fair, 1979

### Als Schauspieler
- 1976: Born of Water
- 1977–1979: The Hardy Boys/Nancy Drew Mysteries (Fernsehserie, 46 Folgen)
- 1980–1981: Breaking Away (Fernsehserie, 8 Folgen)
- 1987: Mord ist ihr Hobby (Murder, She Wrote; Fernsehserie, Folge Murder in a Minor Key)
- 1988: Die glorreichen Neun (Once Upon a Texas Train, Fernsehfilm)
- 1988: Matlock (Fernsehserie, Doppelfolge The Investigation)
- 1988: Roots – Das Geschenk der Freiheit (Roots: The Gift, Fernsehfilm)

### Als Produzent
- 1997: Conor, der Kelte (Roar, Fernsehserie)
- 2001–2003: The Agency – Im Fadenkreuz der C.I.A. (The Agency, Fernsehserie)
- 2003–2010: Cold Case – Kein Opfer ist je vergessen (Cold Case, Fernsehserie)
- 2005–2006: Invasion (Fernsehserie)
- 2011–2012: Blue Bloods – Crime Scene New York (Fernsehserie)
- seit 2018: New Amsterdam (Fernsehserie)